# Orchard Mesa
Orchard Mesa – jednostka osadnicza w Stanach Zjednoczonych, w stanie Kolorado, w hrabstwie Mesa.